# Automne Musical de Nîmes
L'Automne musical de Nîmes est un festival de musique classique créé en 1980 par Jacques Lévy sous le nom d'Octobre musical et repris en 2010 par Marie-Claude Chevalier.
Il est subventionné par la ville de Nîmes et le Conseil départemental du Gard.

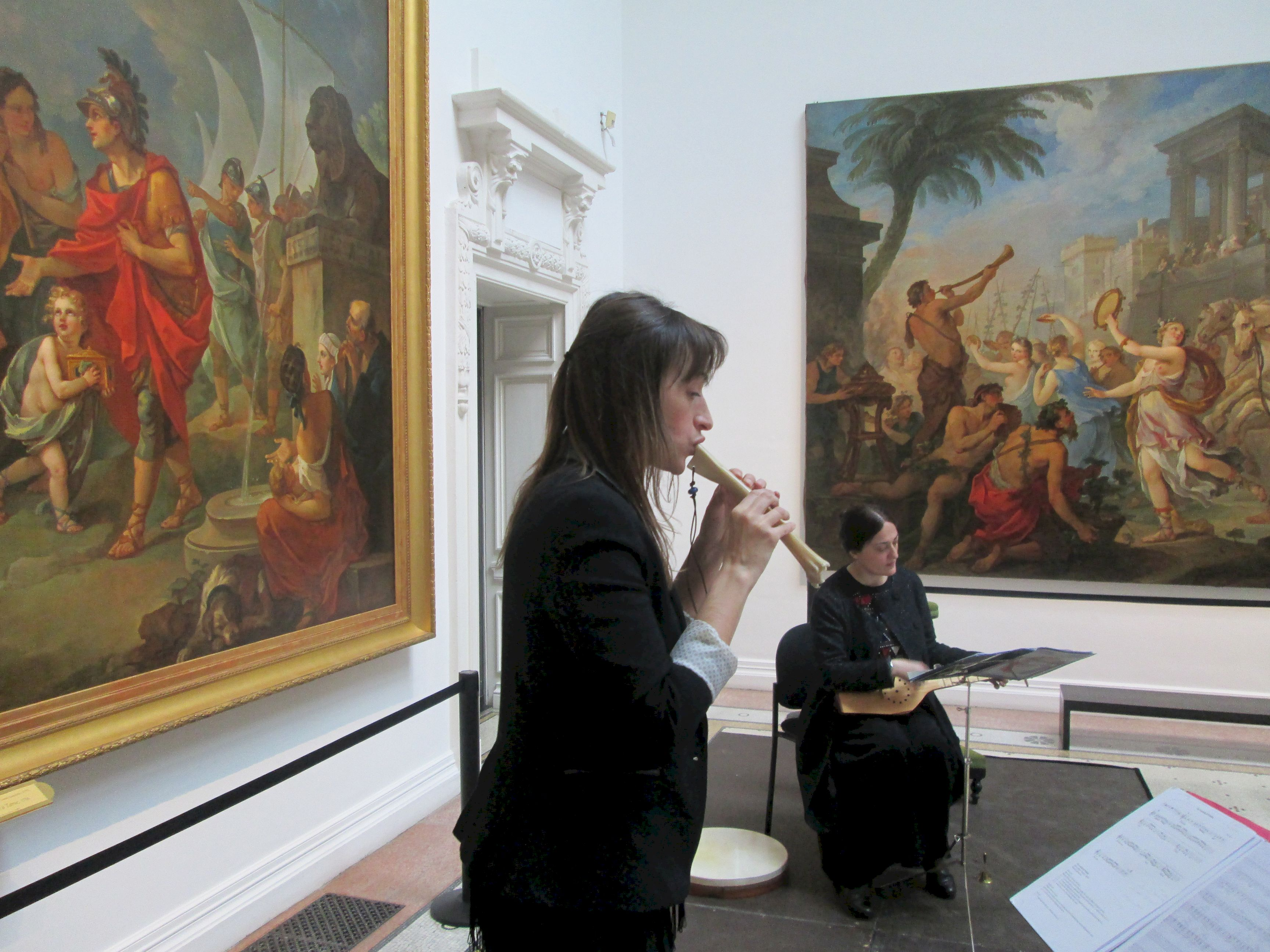
Eva Godard, flûte et Nana Péradzé, chant - Musée des Beaux-Arts de Nîmes